# Catarino Fragoso
Catarino Fragoso (Texcoco, Estado de México 1834 - Zumpango, agosto 1875) fue un guerrillero y militar mexicano que participó en la guerra de intervención francesa y estuvo relacionado con la comunidad otomí de Mixquihuala de Juárez, Hidalgo. 
Sus padres fueron Manuel Fragoso y Soledad Corona. Estuvo casado con Antonia Morgada con quien tuvo un hijo de nombre Jacinto Fragoso.

## Participación militar y guerrillera
La primera nota de su aparición militar es de junio de 1861: la fuerza de Fragoso se unió a la tropa del coronel Nicolás Romero en Cuautitlán, Estado de México. La tropa que dirigió estuvo compuesta por 150 personas. Actuó en 42 acciones guerrilleras en diferentes poblados del Estado de México e Hidalgo. Sus aliados militares fueron Vicente Rosas Landa, Vicente Riva Palacio, Porfirio Díaz, Aureliano Rivera, Cosme Varela, Gabriel María Islas, Paulino Noriega, Santiago Martínez, Álvaro de Prendes, Luis del Tío y el mariscal Francois Achille Bazaine. Los guerrilleros cercanos a él fueron Nicolás Romero, Baltasar Téllez Girón, Gerónimo Fragoso, Nabor Téllez y Logino Pacheco.
La vinculación con la comunidad de Mixquiahuala en el Mezquital fue destacada y por eso la prensa conservadora hizo hincapié en ella, y debido a ese contacto es que se indultó y cambió de bando en varias ocasiones, acercándose a los republicanos con Benito Juárez a la cabeza y a los imperialistas con Maximiliano al frente. 

En 1864 comentaba lo siguiente:
Condiciones bajo las cuales me someto y reconozco a la excelentísima suprema Regencia del Imperio Mejicano: Primero = Amnistia general para mi y todos mis subordinados de todo lo pasado […] 2ª Ofrezco presentarme con mi fuerza que se compone de 150 hombres montados y armados […] 3ª Me comprometo, bajo mi mas estrecha responsabiilidad, a tener quieto y pacificamenre a todos los pueblos del mesquital, sin que un solo hombre asome cabeza en contra de la excelentísima suprema Regencia […].
Antes de su participación armada fue cochero en la zona de Pachuca y Tula, Hidalgo. En 1858, después de un enfrentamiento que concluyó en un homicidio, estuvo preso en la prisión de Perote, Veracruz, donde pagó parte de su sentencia. En 1863, junto a Téllez Girón secuestró al inglés William Rabling y pidió un préstamo forzoso. Recibió otros castigos y estuvo en varios procesos penales y militares: en 1864, acusación penal por el secuestro de Félix Cuevas; en 1865, acusación por “abuso de autoridad” y robo; en 1866, acusación de traidor por lo que fue exiliado por el gobierno imperial, estuvo en La Habana y en Nueva Orleans; 1867, proceso militar por abuso de autoridad; 1869, proceso militar por sublevación; 1870, proceso penal por sublevación; y 1871, persecución por sublevación.
Por estas manifestaciones en contra de los republicanos, el Departamento de Infantería y Caballería del Ejército Mexicano rechazó dar una liquidación a su hijo Jacinto Fragoso en 1882, además de que se le contrapone a la figura del coronel Nicolás Romero, “El Arquetipo de los Chinacos”.
Fragoso sobrevivió a la República Restaurada y murió en 1875.